# Kínyra (îlot, Thasos)
Kínyra, en grec moderne : Κοίνυρα, est un îlot au large de l'île de Thasos, en Macédoine-Orientale-et-Thrace, Grèce.
Selon le recensement de 2011, la population du village compte cinq habitants.